# ديريك فافورز
ديريك فافورز (بالإنجليزية: Derrick Favors)‏ مواليد 15 يوليو 1991 في أتلانتا، هو لاعب كرة سلة أمريكي بدأ مسيرته الاحترافية في سنة 2010 حيث تم اختياره من قبل فريق بروكلين نتس خلال الدرافت، يلعب مع فريق يوتاه جاز في الرابطة الوطنية لكرة السلة كلاعب وسط ويحمل الرقم 15. يبلغ طوله 6 قدم 10 بوصة (2.1 م).

## فرق لعب لها
- بروكلين نتس
- يوتاه جاز

## إحصائيات المسيرة

### الموسم الاعتيادي
| السنة   | الفريق      | لعب | بدأ | دقيقة | ميداني% | ثلاثية | حرة  | ارتداد | صنع | استلاب | تصدي | نقطة |
| ------- | ----------- | --- | --- | ----- | ------- | ------ | ---- | ------ | --- | ------ | ---- | ---- |
| 2010–11 | بروكلين نتس | 56  | 23  | 19.5  | .511    | .000   | .612 | 5.3    | .4  | .3     | .7   | 6.3  |
| 2010–11 | يوتاه جاز   | 22  | 4   | 20.2  | .529    | .000   | .561 | 5.2    | .8  | .5     | 1.2  | 8.2  |
| 2011–12 | يوتاه جاز   | 65  | 9   | 21.2  | .499    | .000   | .649 | 6.5    | .7  | .6     | 1.0  | 8.8  |
| 2012–13 | يوتاه جاز   | 77  | 8   | 23.2  | .482    | .000   | .688 | 7.1    | 1.0 | .9     | 1.7  | 9.4  |
| 2013–14 | يوتاه جاز   | 73  | 73  | 30.2  | .522    | .000   | .669 | 8.7    | 1.2 | 1.0    | 1.5  | 13.3 |
| 2014–15 | يوتاه جاز   | 74  | 74  | 30.8  | .525    | .167   | .669 | 8.2    | 1.5 | .8     | 1.7  | 16.0 |
| 2015–16 | يوتاه جاز   | 62  | 59  | 32.0  | .515    | .000   | .709 | 8.1    | 1.5 | 1.2    | 1.5  | 16.4 |
| المسيرة |             | 429 | 250 | 26.0  | .512    | .063   | .668 | 7.3    | 1.1 | .8     | 1.4  | 11.7 |

### التصفيات
| السنة   | الفريق    | لعب | بدأ | دقيقة | ميداني% | ثلاثية | حرة  | ارتداد | صنع | استلاب | تصدي | نقطة |
| ------- | --------- | --- | --- | ----- | ------- | ------ | ---- | ------ | --- | ------ | ---- | ---- |
| 2012    | يوتاه جاز | 4   | 1   | 29.0  | .417    | .000   | .586 | 9.5    | .5  | 1.3    | 1.5  | 11.8 |
| المسيرة |           | 4   | 1   | 29.0  | .417    | .000   | .586 | 9.5    | .5  | 1.3    | 1.5  | 11.8 |

## روابط خارجية
- ديريك فافورز على موقع إن بي أي (الإنجليزية)
- ديريك فافورز على موقع سبورتس رفرنس (الإنجليزية)
- ديريك فافورز على موقع كرة السلة الأوروبية.كوم (الإنجليزية)
- ديريك فافورز على موقع إي إس بي إن.كوم (الإنجليزية)
- ديريك فافورز على موقع كلية كرة السلة في سبورتس رفرنس.كوم (الإنجليزية)
- ديريك فافورز على موقع ريلجم (الإنجليزية)
- ديريك فافورز على موقع بروبوليرز (الإنجليزية)